# Nguyễn Đức Hiền
Nguyễn Đức Hiền (* 14. November 1925 in Châu Đốc) ist ein ehemaliger südvietnamesischer Radrennfahrer.

## Sportliche Laufbahn
Nguyễn Đức Hiền war im Straßenradsport aktiv. Er war Teilnehmer der Olympischen Sommerspiele 1952 in Helsinki. Im Straßenrennen war er ausgeschieden. Südvietnam kam mit Châu Phươc Vình, Nguyễn Đức Hiền, Lê Văn Phươc und Lưu Quần nicht in die Mannschaftswertung, da drei Fahrer des Teams ausgeschieden waren.
Über sein weiteres Leben und seine sportlichen Erfolge ist nichts bekannt.